# Sojawachs

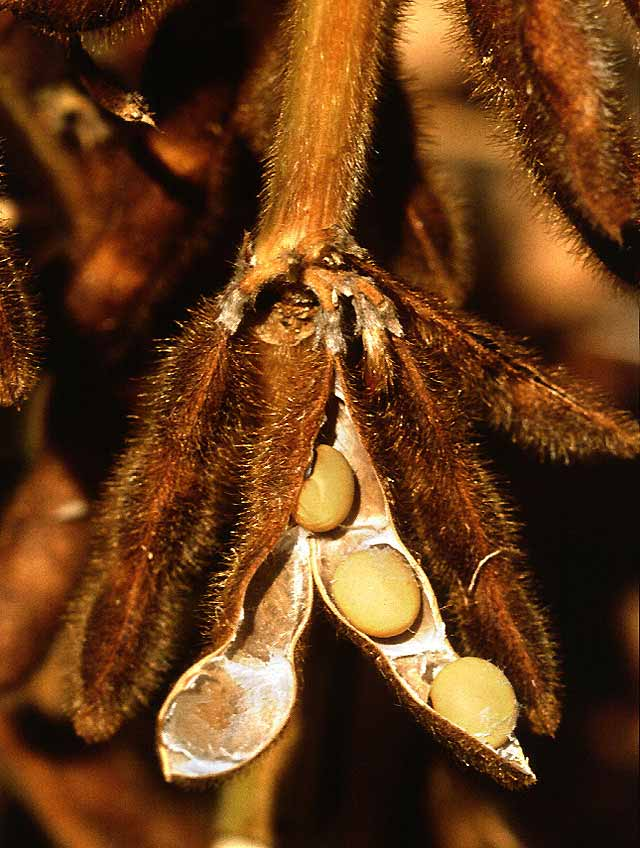
Sojabohnen (Glycine max) – reife Hülsen – liefern durch Auspressen und Extraktion Sojaöl, dessen Hydrierung zu Sojawachs führt.

Sojawachs ist ein Wachs auf der Basis von Sojaöl. Es wird hergestellt durch Hydrierung. Unter hohem Druck  von ca. 200 bar und bei hoher Temperatur von 200 bis 300 °C wird Sojaöl bei Anwesenheit eines metallischen Katalysators, meist Nickel, mit Reinstwasserstoff zu einer wachsähnlichen Masse mit hohem Anteil an Stearinsäure umgesetzt.
Das Prinzip der Hydrierung analog der Margarine-Herstellung ist schon lange bekannt, seine Anwendung zur Herstellung von Sojawachs jedoch relativ neu. Nachteilig ist, dass es bisher fast unmöglich ist, tropffreie Sojakerzen herzustellen, das Wachs wird meist nur für Teelichter oder Glaskerzen verwendet.